# Condado de Gausa

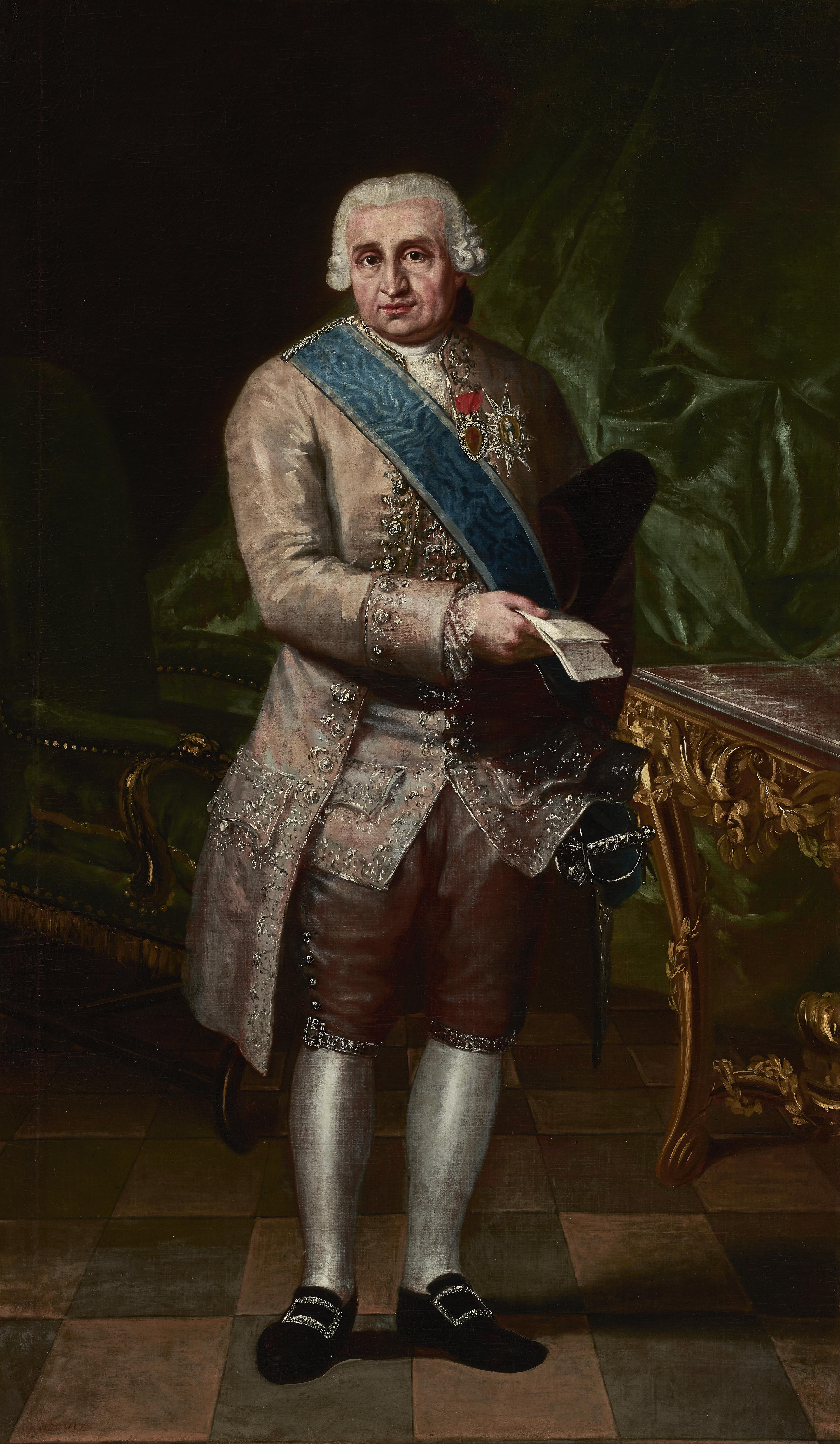
Miguel de Múzquiz y Goyeneche, I conde de Gausa, por Francisco de Goya.

El Condado de Gausa es un título nobiliario español creado por Real Despacho de 2 de julio de 1783, con Vizcondado previo de Moret (Real Decreto de 28 de marzo de 1783), por el rey Carlos III a favor de Miguel de Múzquiz y Goyeneche, Secretario de Hacienda y Guerra. A Miguel de Múzquiz le fue concedido también el título de Marqués de Villar de Ladrón (Toscana, 1767) por la emperatriz María Teresa I de Austria. Fue igualmente concesionario del hábito de la Orden de Santiago (1743) y la Gran Cruz de Carlos III (1783).

## Condado de Gausa
|                         | Titular                             | Periodo                 |
| Creación por Carlos III | Creación por Carlos III             | Creación por Carlos III |
| ----------------------- | ----------------------------------- | ----------------------- |
| I                       | Miguel de Múzquiz y Goyeneche       | 1783-1785               |
| II                      | Agustín de Múzquiz y Clemente       | 1785-1819               |
| III                     | Bruna de Múzquiz y Ugarte           | 1819-1841               |
| IV                      | Ignacio de Goyeneche y Múzquiz      | 1841-1846               |
| V                       | Luis de Goyeneche y Múzquiz         | 1848-1849               |
| VI                      | José María de Goyeneche y Viana     | 1850-1878               |
| VII                     | José María Muñoz de Baena y Velluti | 1909-1930               |
| VIII                    | Ana Prendergast y Muñoz de Baena    | 1953-1958               |
| IX                      | Rosa María de Oñate y Prendergast   | 1959-1996               |
| X                       | Joaquín Alcalde y de Oñate          | 1997-2004               |
| XI                      | Rosa María Alcalde y de Oñate       | 2008-2013               |
| XII                     | José Antonio de Mesa Alcalde        | 2014-actual titular     |

## Genealogía de los Condes de Gausa
- Miguel de Múzquiz y Goyeneche (Elvetea, Navarra 1719-Madrid, 1785), I conde de Gausa y I marqués de Villar de Ladrón.

1. Casó en Madrid en 1749 con María Ignacia Clemente Leoz y Echalar (n. Madrid, 1724), le sucedió su hijo:

- Agustín de Múzquiz y Clemente, (1750-1819), II conde de Gausa y II marqués de Villar de Ladrón. Mayordomo de Semana de S.M, Orden de Carlos III.

1. Casó con Dolores Jacinta de Ugarte y Palomero (f. 1833). Le sucedió su hija:

- Bruna de Múzquiz y Ugarte (1794-1841), III condesa de Gausa.

1. Casó en 1817 con Miguel José Maldonado y Maldonado (1792-1852), marqués de Scala y VI  conde de Villagonzalo. Sin descendencia. Le sucedió su primo hermano:

- Ignacio de Goyeneche y Múzquiz (1776-1846), IV conde de Gausa, III marqués de Villar de Ladrón, IV marqués de Ugena y IV marqués de Belzunce, III conde de Saceda. Ignacio era hijo de Xaviera de Múzquiz y Clemente —única hija de Miguel de Múzquiz— y de Juan Xavier de Goyeneche e Idamburu, en quien recaían los tres mayorazgos creados por el ilustrado Juan de Goyeneche.

1. Casó en 1806 con Josefa Saint-Simon. Sin descendencia. Le sucedió su hermano:

- Luis de Goyeneche y Múzquiz (1779-1849), V conde de Gausa, V marqués de Belzunce, V marqués de Ugena, IV Conde de Saceda. Caballero de Santiago, Gentilhombre de cámara de S.M. y tesorero de la Reina madre".

1. Casó en Madrid en 1800 con Guadalupe de Viana Rodríguez de Pedroso (1782-1807), IV marquesa de Prado Alegre y III condesa de Tepa. Le sucedió su hijo:

- José María de Goyeneche y Viana (1806-1878), VI conde de Gausa, VI marqués de Belzunce, VI marqués de Ugena, IV conde de Tepa, VI de Saceda. Hábito de Santiago y maestrante de Sevilla.

1. Casó en primeras nupcias en 1831 con Mercedes Patiño y Ramírez de Arellano (1808-1841).
2. Casó en segundas nupcias en 1844 con María Antonia Crespo-Samaniego.
3. Casó en terceras nupcias en 1855 con Antonia Vargas-Machuca y Lobato.

- Tuvo un hijo de su segundo matrimonio llamado Ricardo que le sucedió en alguno de sus títulos, pero no en el condado de Gausa. Este Ricardo murió sin descendencia. Le sucedió su sobrino nieto:

- José María Muñoz de Baena y Velluti (1861-1930), VII conde de Gausa. José María era nieto de María de la Cabeza Tavira y Montalvo, XII marquesa de Falces y V marquesa de Torreblanca y XIV condesa de Santiesteban de Lerín, propietarios del Castillo palacio de Marcilla (Navarra) donde tenían su residencia y custodiaban la Tizona del Cid. Al morir José María sin sucesión, llevó el título de manera informal su sobrina nieta y ahijada Rosa María de Oñate y Prendergast. Sin embargo, al no ser oficialmente reconocidos los títulos nobiliarios en tiempo de la República, tuvo que solicitar la sucesión su sobrina directa:

- Ana Prendergast y Muñoz de Baena (1886-1961), VIII condesa de Gausa, marquesa de Prado Alegre, marquesa de Ugena y marquesa de Belzunce, condesa de la Cimera, condesa de Goyeneche, condesa de Tepa y condesa de Saceda.

1. Casó con Matías de Oñate y López (1885-1971), nieto de la marquesa de Casa López y del industrial chocolatero que dio nombre a los chocolates "Matías López". Le sucedió su hija:

- Rosa María de Oñate y Prendergast (1911-1996), IX condesa de Gausa.

1. Casó en Madrid con Joaquín Alcalde y García de la Infanta, ingeniero agrónomo y ganadero de profesión y de vocación. Le sucedió su hijo:

- Joaquín Alcalde y de Oñate (1942-2004), X conde de Gausa.

1. Casó en Salamanca con Soledad Peláez Lamamie de Clairac. Sin Sucesión. Le sucedió su hermana:

- Rosa María Alcalde y de Oñate (1944-2013), XI condesa de Gausa. Ganadera.[2]

1. Casó en 1969 en Segovia con José Antonio de Mesa Basan (1940), pintor y escultor. Le sucedió su hijo:

- José Antonio de Mesa Alcalde (1971), XII conde de Gausa. Ganadero y Agricultor.[3]

1. Casó en 2000 en Baeza (Jaén) con Victoria de Bonilla Lodares.